# (9438) Satie
(9438) Satie (1997 EE16) – planetoida z pasa głównego asteroid okrążająca Słońce w ciągu 3,34 lat w średniej odległości 2,23 j.a. Odkryta 5 marca 1997 roku.